# Gannansaurus
Gannansaurus sinensis
Genre
Espèce
Gannansaurus est un genre éteint de dinosaures sauropodomorphes de la fin du Crétacé supérieur (Maastrichtien) retrouvé dans la formation géologique de Nanxiong (en), au Jiangxi dans le sud de la Chine.
L'espèce type et seule espèce, Gannansaurus sinensis, a été décrite par Lü Junchang, Laiping Yi, Hui Zhong et Xuefang Wei en 2013. Elle est basée sur le spécimen GMNH F10001, constitué d'une vertèbre dorsale presque entière et d'une vertèbre caudale.

## Description
Gannansaurus partage quelques traits avec Euhelopus.